# Observatoire de la déontologie et de l'éthique dans les médias
L'observatoire de la déontologie et de l'éthique dans les médias (ODEM) est une association professionnelle qui regroupe les journalistes et acteurs des médias du Bénin. Il a pour but de faire respecter par les professionnels des médias béninois un certain nombre de codes dans l'exercice de leur fonction. C'est un organisme d'autorégulation qui joue le rôle de police interne de la corporation et agit par communiqués,,,,.

## Création de l'ODEM
L'ODEM a vu le jour le 3 mai 1999. L'observatoire compte en son sein des professionnels issus du secteur public et privé. Il regroupe essentiellement des dirigeants de presse et des journalistes. Hormis ces acteurs des médias qui constituent l'ODEM, deux de ses membres sont issus de la société civile. Les membres de l’observatoire ont un mandat de deux ans renouvelable une fois,.

## Objectifs et missions de l'ODEM
L'observatoire de la déontologie et de l'éthique dans les médias est créé dans le but d'éviter voire annihiler les dérives courantes dans le monde des médias. Il se veut aussi défenseur des droits des personnes qui exercent dans le domaine. Pour ce faire, l'ODEM s'est fixé comme objectifs de veiller à protéger le droit du public à une information libre, complète, honnête et exacte; de veiller à la défense de la liberté de presse, de veiller à la sécurité des journalistes dans l'exercice de leur fonction et garantir leur droit de mener en toute liberté des enquêtes sur tous les faits concernant la vie publique, de se battre pour permettre et favoriser les recherches sur l'évolution des médias au Bénin,,.
Dans le but d'atteindre ses objectifs, l'ODEM a fait adopter en septembre 1999 un code de déontologie pour la presse béninoise subdivisé en deux parties : la déclaration des devoirs et la déclaration des droits.
L'observatoire de la déontologie et de l'éthique dans les médias n'a pas un pouvoir de sanction légale. Ses interventions visent plutôt la correction des insuffisances des acteurs des médias eux-mêmes que les services de l’étatique,.